# 음력 7월 20일
음력 7월 20일은 음력 7월의 20번째 날이다.

## 사건
- 1907년 - 고종의 강제 퇴위.
- 1960년 -
  - '맨발의 왕자'로 불린 에티오피아 마라토너 비킬라 아베베, 제17회 로마 올림픽 마라톤서 2시간 15분 16초의 세계신기록으로 우승.
  - 일본 NHK 종합 텔레비전, 컬러 텔레비전 방송 개시.

## 탄생
- 1959년 - 대한민국의 배우 김하균.
- 1966년 - 대한민국의 요리연구가 겸 기업인 백종원.
- 1988년 - 콜롬비아의 축구 선수 다비드 오스피나.
- 1990년 - 대한민국의 야구 선수 박건우.
- 1994년 - 대한민국의 가수 예지.
- 1996년 - 대한민국의 기타리스트 정성하.
- 2003년 - 대한민국의 배우 양한열.

## 같이 보기
- 음력 360일: 1월 2월 3월 4월 5월 6월 7월 8월 9월 10월 11월 12월
- 전날:7월 19일 다음날:7월 21일 - 전달:6월 20일 다음달:8월 20일
- 양력:7월 20일
- 음력, 윤달